# Герб Сковородинского района
Герб Сковородинского района Амурской области

## Описание герба
«В золотом поле обращенный вправо пурпурный орёл с распростёртыми крыльями и с золотыми глазами, клювом и лапами, держащий в клюве черную, обвивающую его змею, и стоящий на пересеченной оконечности — вверху дважды рассеченной черным, серебром и черным, внизу — рассеченной зеленью и червленью».

## Обоснование символики
Герб символизирует историко-географические и экономико-политические особенности Сковородинского района.
История города Сковородино и всего Сковородинского района начинается в далеком 1650 году, когда известный землепроходец Ерофей Хабаров (в честь которого назван главный город Хабаровского края — Хабаровск, а также железнодорожная станция «Ерофей Павлович», расположенная на территории Сковородинского района) основал острог Албазинский.
Этот острог (затем крепость Албазин, в настоящее время село Албазино Сковородинского района) в честь заслуг по охране этих мест от внешних врагов получил в 1682 году печать, на которой был изображен орел со стрелами и луком.
На современном гербе орел изображен побеждающим змею, которая в российской символике связана с образом неправедной силы. Пурпурный цвет орла на гербе символизирует благородство происхождения, древность, поскольку Сковородинский район — одно из первых мест в Амурской области, освоенное русскими переселенцами.
Змея на гербе несет дополнительную смысловую нагрузку, гласно указывая на первоначальное название центра района — поселок Змеиный.
Узкая оконечность из зелени и красного (традиционные цвета пограничного столба) символизирует расположение района на границе с Китаем (пограничный переход в селе Джалинда). Черно-серебряный пояс (традиционное изображение железной дороги на картах и схемах) символизирует железнодорожные магистрали пересекающие район с запада на восток (Транссибирская магистраль) и с севера на юг (Дальневосточная железная дорога).
Богатство здешнего края, в котором выделяется Верхне-Приамурская золото-молибденовая зона, отражены на гербе золотым полем щита.
Золото — символ высшей ценности, величия, великодушия, богатства, солнечного света.
Черный цвет символизирует благоразумие, мудрость, скромность.
Серебро — символ чистоты, света, добра.
Красный цвет — символ мужества, решимости, трудолюбия, жизнеутверждающей силы и красоты.
Зеленый цвет символизирует здоровье, природу, сельское хозяйство.
Герб утвержден решением районного Совета народных депутатов от 21 июля 2006 года № 300 и внесен в Государственный геральдический регистр Российской Федерации под № 2560.
Герб создан при участии Союза геральдистов России.